# Метон (лунный кратер)
Кратер Метон (лат. Meton) — большой древний ударный кратер в северной приполярной области видимой стороны Луны. Название присвоено в честь древнегреческого астронома, математика и инженера Метона Афинского (V век до н. э.) и утверждено Международным астрономическим союзом в 1935 г. Образование кратера относится к донектарскому периоду.

## Описание кратера

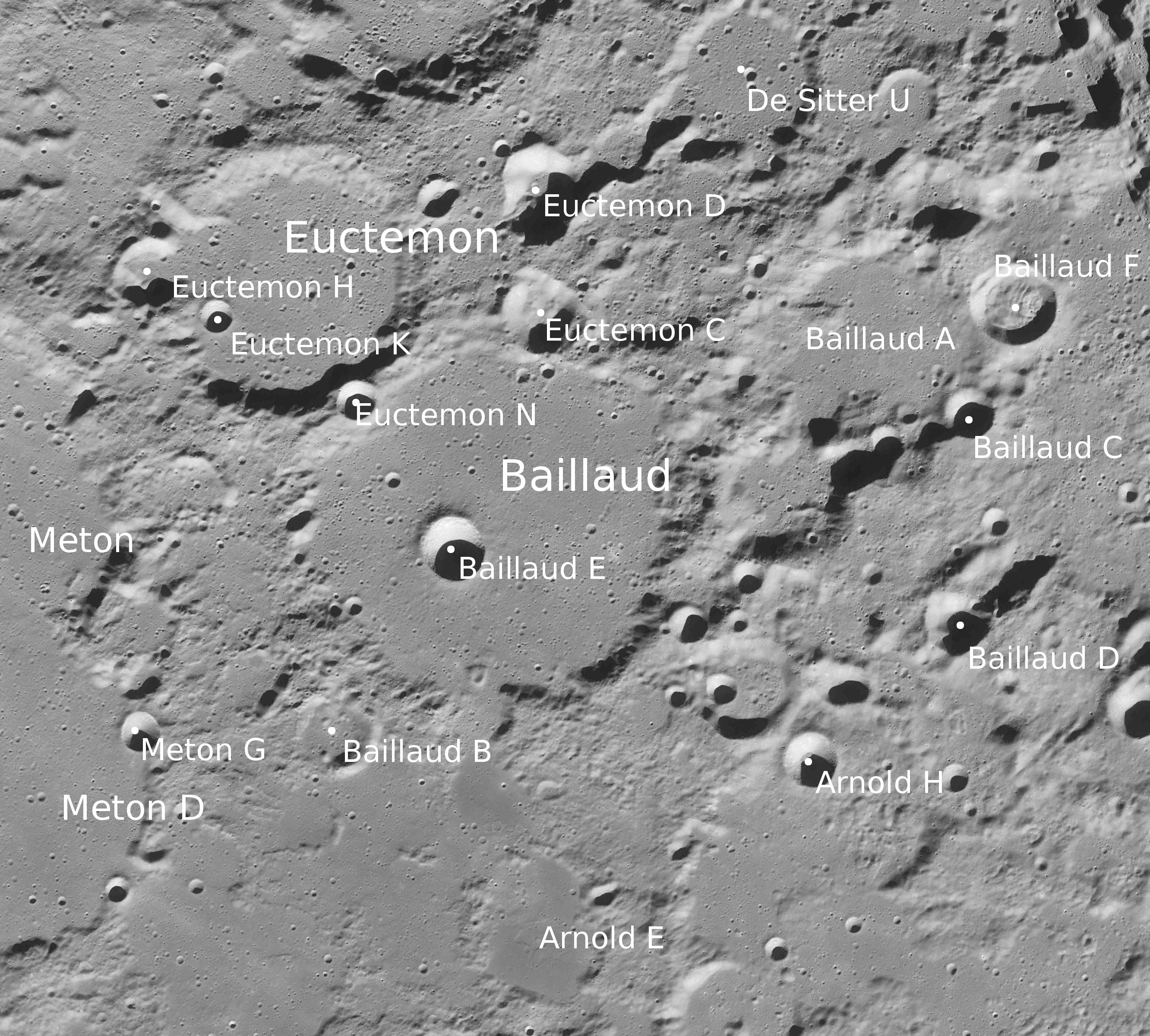
Окрестности кратера Метон. Снимок зонда Lunar Reconnaissance Orbiter.

Ближайшими соседями кратера являются кратер Гольдшмидт на западе; кратер Скорсби на севере-северо-западе; кратер Евктемон на северо-востоке; кратер Байо на востоке; кратер Нейсон на юге-юго-востоке и кратер Барроу на юго-западе. Селенографические координаты центра кратера 73°34′ с. ш. 19°38′ в. д. / 73,57° с. ш. 19,63° в. д., диаметр 124,7 км, глубина 1830 м.
Кратер Метон имеет сложную форму образованную объединением нескольких кратеров – на северо-западе он объединен с сателлитным кратером Метон Е, на юго-востоке с сателлитным кратером Метон D, на юге с Метон C, на юго-западе с Метон F. Общий для перечисленных кратеров вал значительно сглажен и отмечен множеством маленьких кратеров. Дно чаши сравнительно ровное, испещрено множеством мелких кратеров и пересечено светлыми лучами от кратера Анаксагор расположенного на востоке.

## Сателлитные кратеры
| Метон | Координаты                                            | Диаметр, км |
| ----- | ----------------------------------------------------- | ----------- |
| A     | 73°14′ с. ш. 30°40′ в. д. / 73,23° с. ш. 30,67° в. д. | 14,7        |
| B     | 71°23′ с. ш. 18°10′ в. д. / 71,39° с. ш. 18,17° в. д. | 6,7         |
| C     | 70°27′ с. ш. 18°52′ в. д. / 70,45° с. ш. 18,87° в. д. | 86,1        |
| D     | 72°10′ с. ш. 24°28′ в. д. / 72,16° с. ш. 24,46° в. д. | 78,8        |
| E     | 75°11′ с. ш. 15°15′ в. д. / 75,19° с. ш. 15,25° в. д. | 43,3        |
| F     | 72°01′ с. ш. 14°02′ в. д. / 72,01° с. ш. 14,03° в. д. | 49,6        |
| G     | 72°46′ с. ш. 28°07′ в. д. / 72,76° с. ш. 28,12° в. д. | 9,0         |
| W     | 67°28′ с. ш. 17°29′ в. д. / 67,46° с. ш. 17,49° в. д. | 7,7         |

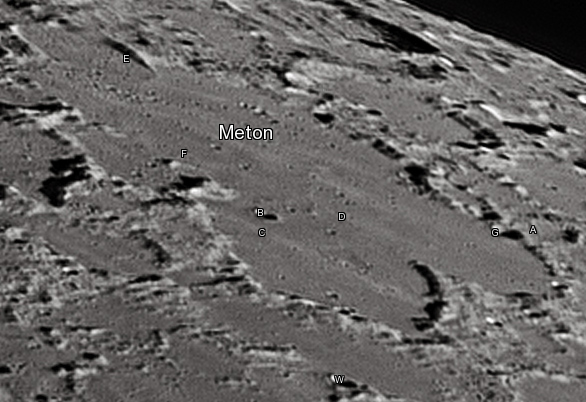
Снимок Девида Кемпбелла.

- Образование сателлитных кратеров Метон С и D относится к донектарскому периоду[1].

## См.также
- Список кратеров на Луне
- Лунный кратер
- Морфологический каталог кратеров Луны
- Планетная номенклатура
- Селенография
- Минералогия Луны
- Геология Луны
- Поздняя тяжёлая бомбардировка